# Wörrstadt
Wörrstadt ist eine verbandsangehörige Stadt im Landkreis Alzey-Worms in Rheinland-Pfalz. Sie hat 8515 Einwohner und ist Verwaltungssitz der Verbandsgemeinde Wörrstadt. Wörrstadt ist gemäß Landesplanung als Grundzentrum ausgewiesen.

## Geographie

### Geographische Lage
Wörrstadt liegt in Rheinhessen am nordwestlichen Rand der Oberrheinischen Tiefebene. Die rheinland-pfälzische Landeshauptstadt Mainz liegt ca. 15 Kilometer nördlich der Stadt (Luftlinie), die Kreisstadt Alzey liegt ca. 10 Kilometer südlich von Wörrstadt. Zu Wörrstadt gehört der Stadtteil Rommersheim, der im südwestlichen Stadtgebiet in einer Senke liegt.
Wörrstadt ist von der typischen rheinhessischen Kulturlandschaft umgeben: In den Gunsträumen wird intensiver Weinbau betrieben, in den weniger gut exponierten Lagen Ackerbau. Die rheinhessische Landschaft ist weitgehend ausgeräumt, und die natürliche Vegetation ist kaum bis gar nicht vorhanden. Wörrstadt bietet hier für Rheinhessen eine Besonderheit: Mit dem Neuborn verfügt die Stadt über eines der wenigen Waldgebiete der Region. In diesem Waldgebiet existieren viele natürliche Quellen, deren Wasser das Schwimmbad der Verbandsgemeinde, das Neubornbad, speist. Durch Wörrstadt fließt der Mühlbach.

### Nachbargemeinden
- Saulheim
- Schornsheim
- Gabsheim
- Spiesheim
- Ensheim
- Armsheim
- Sulzheim
- Vendersheim

### Stadtgliederung
- Wörrstadt
- Rommersheim

### Klima
Der Jahresniederschlag beträgt 567 mm.

## Geschichte
Wörrstadt wurde 772 erstmals urkundlich erwähnt. Der fränkische Hausmeier Pippin der Mittlere schenkte Güter in den drei Orten Wörrstadt, Armsheim und Saulheim an die St. Nikomedeskirche zu Mainz. Bereits für die Zeit um 2000 v. Chr. wird eine Besiedlung des heutigen Stadtgebiets angenommen. Rommersheim, dessen Name bis 1931 Eichloch war, wird im Jahr 824 erstmals erwähnt.
Um 1100 wurde die Laurentiuskirche als Wehrkirche erbaut. Es gab im 8. Jahrhundert schon eine frühere Kirche. Die zweite Kirche ist um etwa 1600 durch einen Blitzeinschlag abgebrannt und wurde neu aufgebaut. Die vorherige Kirche war zwar höher, trotzdem ist die Kirche noch heute das höchste Gebäude der Stadt. Man kann sie bei dem Vorbeifahren von der Bundesstraße 420 aus sehen. Die katholische Kirche wurde im 18. Jahrhundert erbaut und steht neben der seit dem 16. Jahrhundert evangelischen Laurentiuskirche. Die Rommersheimer Kirche wurde zwischen 1733 und 1751 erbaut. Das alte Kruzifix lässt auf eine sehr alte Kirche schließen.
Im Rahmen der Gebietsreform wurde Rommersheim mit damals 432 Einwohnern am 7. November 1970 nach Wörrstadt eingemeindet. Am 4. September 2009 wurde Wörrstadt durch Ministerpräsident Kurt Beck das Stadtrecht verliehen.

### Konfessionsstatistik
Mit Stand 30. Juni 2005 waren von den Einwohnern 42,2 % evangelisch, 27,4 % römisch-katholisch und 30,4 % waren konfessionslos oder gehörten einer anderen Glaubensgemeinschaft an. Derzeit (Stand 30. April 2025) sind von den Einwohnern 25,2 % evangelisch, 19,6 % katholisch und 55,1 % sind konfessionslos oder gehören einer anderen Glaubensgemeinschaft an.
Der Anteil der katholischen und evangelischen Kirchenmitglieder an der Gesamtbevölkerung ist demnach im beobachteten Zeitraum beträchtlich gesunken.

### Einwohnerentwicklung
| Wörrstadt: Einwohnerzahlen von 2012 bis 2024 | Wörrstadt: Einwohnerzahlen von 2012 bis 2024 | Wörrstadt: Einwohnerzahlen von 2012 bis 2024 | Wörrstadt: Einwohnerzahlen von 2012 bis 2024 | Wörrstadt: Einwohnerzahlen von 2012 bis 2024 |
| -------------------------------------------- | -------------------------------------------- | -------------------------------------------- | -------------------------------------------- | -------------------------------------------- |
| Jahr                                         |                                              |                                              |                                              | Einwohner                                    |
| 2012                                         | 2012                                         |                                              | 7.611                                        | 7.611                                        |
| 2015                                         | 2015                                         |                                              | 7.848                                        | 7.848                                        |
| 2020                                         | 2020                                         |                                              | 8.012                                        | 8.012                                        |
| 2024                                         | 2024                                         |                                              | 8.515                                        | 8.515                                        |
| Quelle(n): statistik.rlp.de                  |                                              |                                              |                                              |                                              |

## Politik

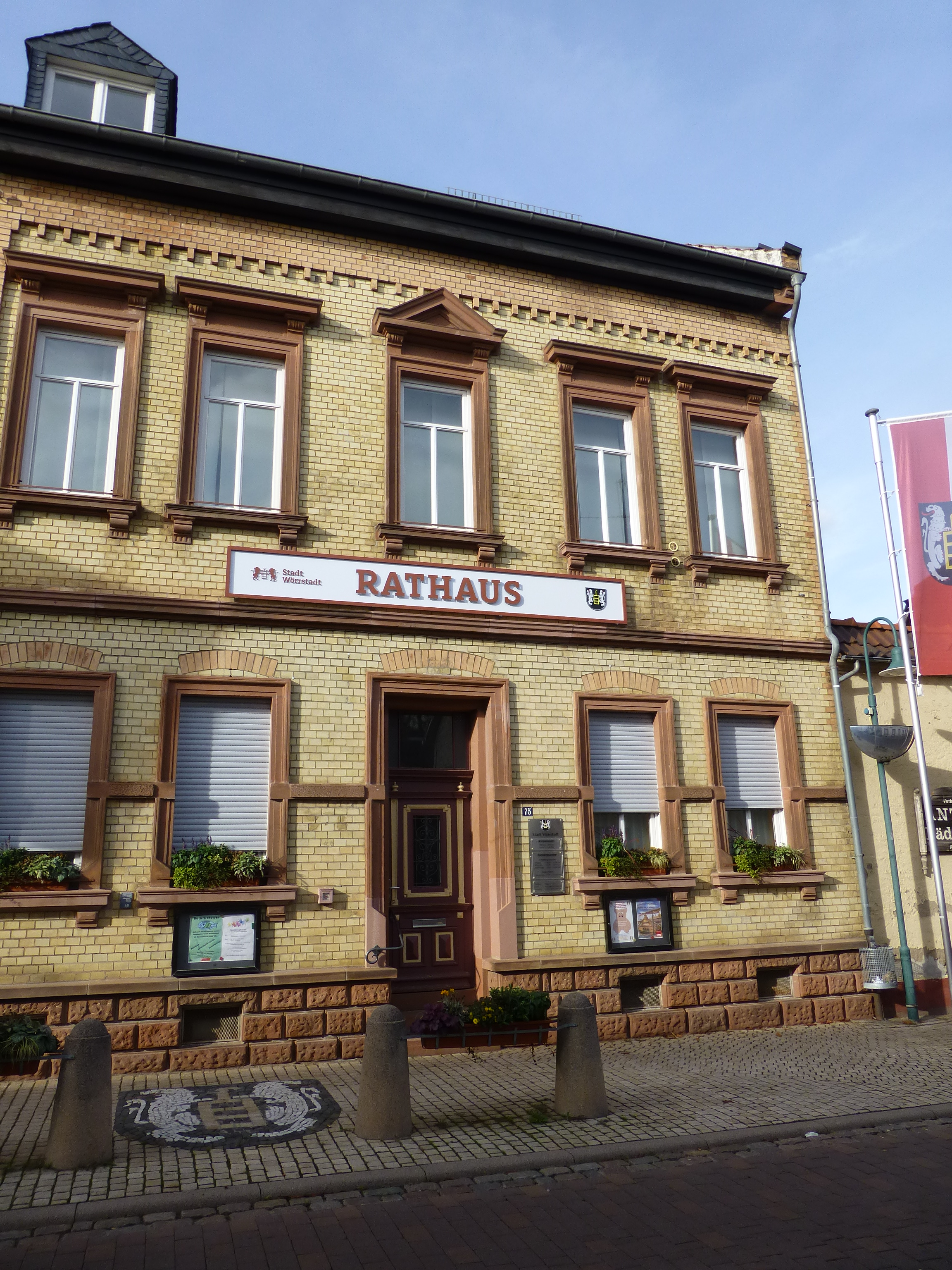
Das Rathaus von Wörrstadt

### Stadtrat
Der Stadtrat in Wörrstadt besteht aus 24 Ratsmitgliedern, die bei der Kommunalwahl am 9. Juni 2024 in einer personalisierten Verhältniswahl gewählt wurden, und dem ehrenamtlichen Stadtbürgermeister als Vorsitzendem. Bis zur Wahl 2009 gehörten dem damaligen Gemeinderat 22 Ratsmitglieder an, die Erhöhung auf 24 Sitze war nach rheinland-pfälzischem Wahlrecht durch die gestiegene Einwohnerzahl Wörrstadts nötig geworden.
Die Sitzverteilung im Stadtrat:
| Wahl | SPD | CDU | Grüne | FDP | BfW | FWG | Gesamt   |
| ---- | --- | --- | ----- | --- | --- | --- | -------- |
| 2024 | 8   | 6   | 3     | –   | –   | 7   | 24 Sitze |
| 2019 | 9   | 6   | 5     | –   | –   | 4   | 24 Sitze |
| 2014 | 11  | 6   | 3     | 1   | –   | 3   | 24 Sitze |
| 2009 | 11  | 7   | 2     | –   | 2   | 2   | 24 Sitze |
| 2004 | 7   | 8   | 2     | –   | 2   | 3   | 22 Sitze |

- BfW = Bürger für Wörrstadt e. V.
- FWG = Freie Wählergruppe Wörrstadt e. V.

### Orts- bzw. Stadtbürgermeister
- Hans-Günter Schweers – SPD (1982–1983)
- Günter Helmus – SPD (1983–2004)
- Ingo Kleinfelder – SPD (2004–heute) (seit 2009 Stadtbürgermeister)

Bei den Wahlen am 26. Mai 2019 wurde Ingo Kleinfelder im ersten Wahlgang mit einem Stimmenanteil von 54,67 % in seinem Amt bestätigt. Bei der Bürgermeisterwahl am 9. Juni 2024 wurde er mit 64,7 % der Stimmen ohne Gegenkandidaten erneut wiedergewählt. Die Wahlbeteiligung lag bei 62,0 %.
Unterstützt wird der Stadtbürgermeister bei seinen Aufgaben von drei ehrenamtlichen Beigeordneten.

### Wappen
| Wappen von Wörrstadt | Blasonierung: „In Schwarz zwei rückblickende rotbewehrte und -bezungte silberne Löwen, einen goldenen Rost haltend.“ |
| Wappen von Wörrstadt | Wappenbegründung: Die silbernen Löwen stehen für die früheren Lehnsherren Wörrstadts, die Rheingrafen. Der Rost ist das Attribut des Heiligen Laurentius und erinnert an sein Patrozinium und an das frühere Ortswappen. |

### Partnerstadt
Seit 1986 pflegt Wörrstadt partnerschaftliche Beziehungen zu Arnay-le-Duc in Frankreich.

## Kultur und Sehenswürdigkeiten

### Kultur und Musik
- Kulturkreis Wörrstadt e. V., gegründet 1979; aktiv mit 15–20 Veranstaltungen pro Jahr, Theater, Konzerte, Vorträge
- Jazz-Club Rheinhessen e. V., gegründet 1986; veranstaltet fünf bis sechs Konzerte im Jahr, teils mit internationalen Jazzgrößen
- Neuborn Open Air Festival (Metal/Rock Open Air)
- Wörrstadt 286er e. V., gegründet 2014 (Verein für fastnächtliche Brauchtumspflege)
- mehrere Gesangsvereine
  - Gesangverein Liederkranz e. V. Wörrstadt
  - Gesangverein Sängerbund e. V. Wörrstadt
  - Gesangverein WÖ-Rommersheim

### Bauwerke
- Gebäude der ehemaligen Thurn-und-Taxis-Post
- Laurentiuskirche (Wörrstadt) mit Stumm-Orgel aus dem Jahr 1759
- Neunröhrenbrunnen, erbaut 1608, renoviert 1930. Hier entspringt der Mühlbach.
- Ulmengraben, Reste der ehemaligen Befestigungsanlage
- Rathaus von Rommersheim, erbaut um 1600. Rommersheim ist heute Stadtteil von Wörrstadt
- Tagelöhnerhaus, ein historisches Wohnhaus der damaligen Unterschicht.
- Schillerdenkmal in der Nähe des Friedhofes
- Fünf Windkraftanlagen vom Typ E-82 mit je einer Nabenhöhe von 138 Metern. Die Rotorblätter erreichen eine Höhe von 179 m. Fünf weitere Windkraftanlagen vom gleichen Typ haben eine Nabenhöhe von ebenfalls 138 Metern.
- Burgunderturm, ein 15 m hoher Aussichtsturm in der Weinlage Kachelberg westlich von Wörrstadt.[16]

Siehe auch: Liste der Kulturdenkmäler in Wörrstadt

### Sport
- Fußballclub Wörrstadt 06 e. V.
- Turn- und Sportverein Wörrstadt e. V. 1847 (Deutscher Fußballmeister der Frauen 1974)
- Radfahrerverein Wörrstadt 1899 e. V. (dreimaliger BDR-Goldpokalgewinner; mehrfacher Deutscher- und Europameister im Kunstradfahren)
- Tischtennis-Club Wörrstadt
- Judo Club Wörrstadt e. V.
- Wörrstädter Schachverein
- Tus Handball Wörrstadt

#### Sportstätten
- Großsporthalle (IGS)
- Trainingshalle (IGS)
- Radsporthalle
- Schießsportanlage „Im Neuborn“
- Fußballplatz „Am Neuborn“
- Tennisplätze „Am Schwimmbad“
- Gemeindehalle an der Jahnstraße
- Freibad
- Skateanlage für Jugendliche am Neubornsportplatz

#### Freizeitangebote
- Das Neubornbad liegt in ruhiger Lage, eingebettet in einer Talmulde und umgeben von Wiesen und Weinbergen, zwischen Wörrstadt und dem Stadtteil Rommersheim. Gespeist wird das Freibad mit Wasser aus der Neubornquelle. Eine Solaranlage erwärmt das kalte Quellwasser.
- In der Umgebung von Wörrstadt sind viele ausgewiesene Radwege zu finden, die an ein umfangreiches Wegenetz angeschlossen sind.

## Wirtschaft und Infrastruktur

### Unternehmen

Großbaustelle für die Unternehmenszentrale von juwi im Industriegebiet Wörrstadt (Panoramaaufnahme vom Januar 2008)

Der Hauptwirtschaftszweig Wörrstadts ist der Weinbau.
- Drei Gewerbegebiete sind ausgewiesen, zwei davon direkt an der Bundesautobahn 63
- Ende 2003 zählte Wörrstadt 711 Gewerbebetriebe.
- An Einkaufsmöglichkeiten bietet Wörrstadt für seine Größe ein übermäßiges Angebot.

Im ersten Halbjahr 2008 entstand im Industriegebiet in der Nähe der Autobahn die neue Unternehmenszentrale des in der Erneuerbare-Energien-Branche tätigen Unternehmens Juwi. Das Unternehmen hatte zuvor in Bolanden und in Mainz seinen Sitz, doch Mitte Juli 2008 wurde die neue Zentrale in Wörrstadt bezogen. Mit rund 1000 Mitarbeitern ist juwi inzwischen einer der größten Arbeitgeber in der Umgebung. Die Pfeiler des Unternehmens sind Windenergie, Solarenergie und Bioenergie.
Im Energiepark Wörrstadt befindet sich ein Windpark mit 22 Windkraftanlagen, zudem ist ein Solarpark vorhanden. Eine der Windkraftanlagen befindet sich im Eigentum der Verbandsgemeinde.
Für sein Engagement im Bereich der Erneuerbaren Energien, insbesondere der Solarthermie, zeichnete die Agentur für Erneuerbare Energien Wörrstadt als „Energie-Kommune“ aus.
In der Rheinhessenwerkstatt der Stiftung Nieder-Ramstädter Diakonie (NRD) als Werkstätte für Menschen mit Behinderung (WfbM) sind körperlich und geistig behinderte Menschen in verschiedenen Aufgabenbereichen beschäftigt.

### Weinbau
Der Weinbau hat in der Stadt eine lange Tradition und wird in den Weingütern von Generation zu Generation weitergegeben. Sämtliche Weingüter in der Stadt sind seit mehreren Generationen im Familienbesitz. Die Rebfläche in der Stadt gliedert sich in die beiden Weinlagen Kachelberg und Rheingrafenberg. In Wörrstadt sind die rheinhessisch typischen Bodenarten Kalkstein, Löss und Lehm vertreten.

### Verkehr

#### Straßenverkehr
Wörrstadt liegt am Schnittpunkt der Bundesstraßen 420 und 271, zweier wichtiger regionaler Verkehrsachsen, letztere wurde Ende 2014 zur Landstraße herabgestuft. Die Stadt verfügt ferner über eine Abfahrt an der Bundesautobahn 63, über die man die umliegenden mittleren und großen Zentren wie Alzey, Worms, Mainz, Kaiserslautern und Frankfurt sehr gut erreichen kann. Die Distanz zum wichtigsten Verkehrsknotenpunkt Deutschlands, dem Flughafen Frankfurt Main, beträgt via Straße rund 45 km. In wenigen Kilometern Entfernung von der Stadt liegt das Alzeyer Kreuz, der Kreuzungspunkt der Bundesautobahnen 61 (Koblenz–Ludwigshafen) und 63 (Kaiserslautern–Mainz). Die Pariser Straße führt durch Wörrstadt.
An der Kreuzung der Bundesautobahn 63 und der Bundesstraße 420 entsteht seit 2020 ein Autohof. 2022 entsteht dort in einem umgebauten Container eine Übernachtungsmöglichkeit für LKW-Fahrpersonal. Der Standort in Wörrstadt wird der neunte in Deutschland und der erste in Rheinland-Pfalz sein.

#### Öffentlicher Personennahverkehr

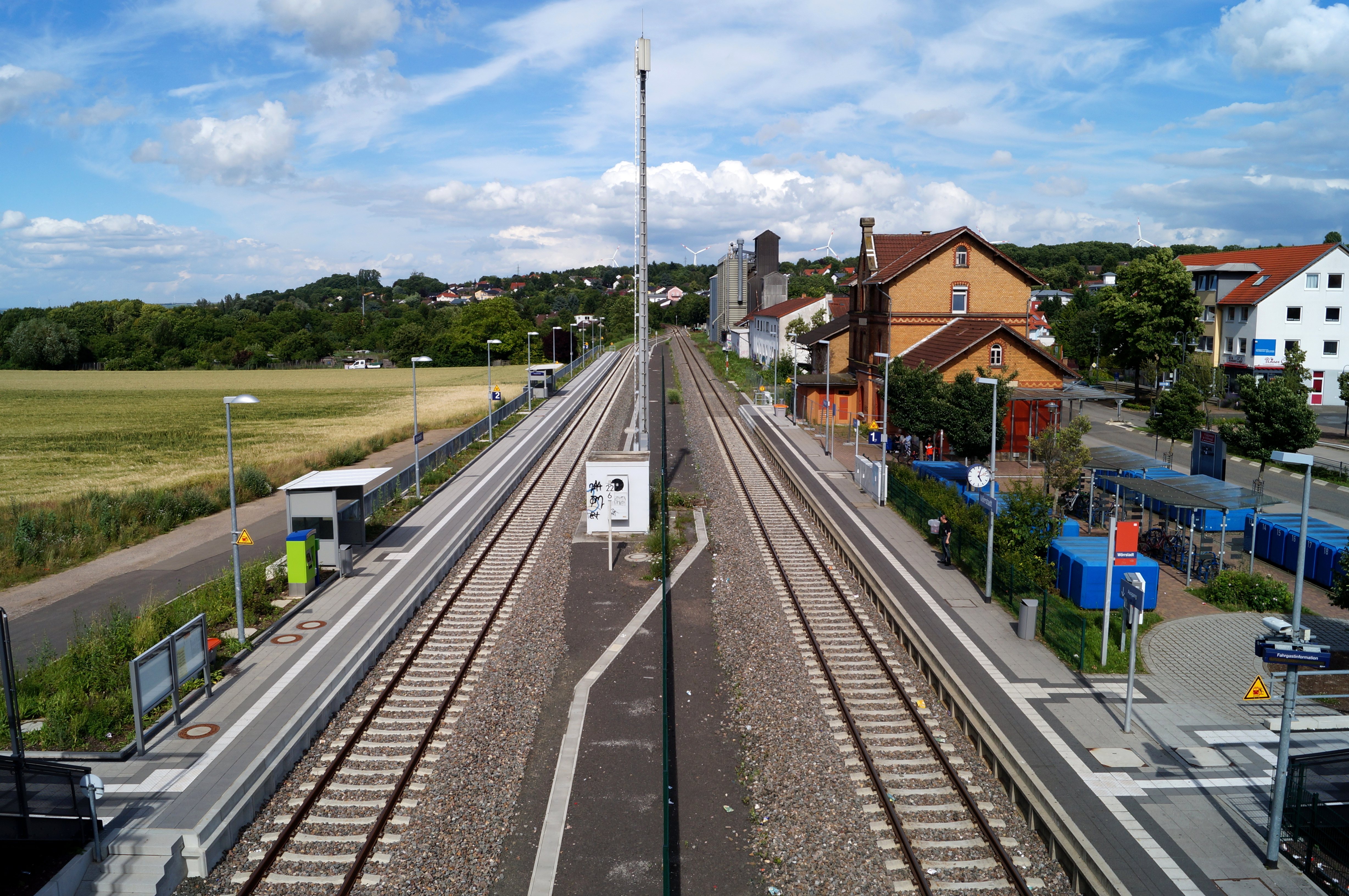
Sanierter und neu gebauter Bahnhof Wörrstadt, Blickrichtung Mainz: Das am 14. Dezember 2014 in Betrieb genommene Gleis befindet sich auf der linken Seite

Über die Bahnstrecke Alzey–Mainz, die im Rheinland-Pfalz-Takt betrieben wird, erreicht man vom Bahnhof Wörrstadt aus Mainz in rund einer halben, Alzey in rund einer Viertelstunde. Am Bahnhof Wörrstadt halten sowohl Regional-Express-Züge (RE 13) als auch Regionalbahnen (RB 31). Das Bahnhofsgebäude wurde um 1871 erbaut, in dem Jahr, als auch die Bahnlinie Mainz-Alzey eröffnet wurde. Der Flughafen Frankfurt Main ist mit Umstieg in Mainz in rund einer Stunde und die Innenstadt von Frankfurt am Main in rund 75 Minuten erreichbar. Im morgendlichen Berufsverkehr fahren einzelne Züge direkt nach Frankfurt. Am Wochenende sowie an Feiertagen sind Fahrten mit dem Elsass-Express bis nach Wissembourg möglich.
Um eine höhere Zugfrequenz auf der Strecke Alzey–Mainz zu erreichen, wurde der Haltepunkt Wörrstadt im Rahmen des Zukunftskonzepts "Rheinland-Pfalz-Takt 2015" bis zum turnusgemäßen Fahrplanwechsel am 14. Dezember 2014 zu einem zweigleisigen Kreuzungsbahnhof ausgebaut. Seitdem werden werktäglich umsteigefreie Verbindungen von Kirchheimbolanden über Alzey und Mainz bis nach Frankfurt am Main angeboten.
Wörrstadt ist außerdem an den Regionalbusverkehr der ORN und der 2022 gegründeten KRN angebunden. Derzeit befahren sechs Linien die Stadt; dabei sind sowohl Alzey als auch umliegende rheinhessische Gemeinden wie Saulheim und Oppenheim erreichbar. Seit 2024 verkehrt die Stadtbuslinie 491 stündlich von der Julius-Cäsar-Straße über Bahnhof und Innenstadt zum Gewerbepark Wörrstadt.

### Öffentliche Einrichtungen
- Verbandsgemeindeverwaltung Wörrstadt
- Technisches Hilfswerk – Ortsverband
- Freiwillige Feuerwehr Wörrstadt
- Freiwillige Feuerwehr Rommersheim
- Katholische öffentliche Bücherei Wörrstadt

### Bildung
In Wörrstadt gibt es mehrere Kindergärten und je eine Grundschule, Hauptschule (seit 2009 Realschule plus), Realschule und Integrierte Gesamtschule.

## Persönlichkeiten

### Söhne und Töchter der Stadt
- Adam Elsheimer, ein Maler des 17. Jahrhunderts, stammt aus Wörrstadt. Nach ihm ist die Adam-Elsheimer-Straße benannt. Seine Eltern wanderten nach Frankfurt aus, so bleibt umstritten, ob Elsheimer in Wörrstadt oder Frankfurt geboren wurde.
- Karl Behlen (1811–1874), ehemaliger liberaler Abgeordneter der 2. Kammer der Landstände des Großherzogtums Hessen
- Philipp Christ (1839–1913), ehemaliger liberaler Abgeordneter der 2. Kammer der Landstände des Großherzogtums Hessen und Bürgermeister von Wörrstadt
- Karl Doflein (1852–1944), Architekt
- Philipp Walther (1856–1934), Forstwissenschaftler
- Karl Göttelmann (1858–1928), Nationalökonom und Politiker
- Friedrich August Wirth (1883–1945), Tierarzt und Parteifunktionär (NSDAP)
- Eugen Salomon (1888–1942), Gründungsvorsitzender des 1. FSV Mainz 05, im November 1942 in Auschwitz ermordet
- Hanns Wilhelm Eppelsheimer (1890–1972), Bibliothekar und Literaturwissenschaftler
- Marie Böckel-Grosch (1900–1988), Rechtsanwältin und Kommunalpolitikerin in Mainz
- Aribert Rothenberger (* 1944), Mediziner, Kinder- und Jugendpsychiater
- Mathias Schüz (* 1956), Physiker und Philosoph

### Persönlichkeiten, die vor Ort gewirkt haben
- In Wörrstadt lebte der Geologe und Impaktforscher Günther Graup (1940–2006), der sich unter anderem bei der Erforschung des Nördlinger Ries einen Namen gemacht hatte. Durch seine bahnbrechenden Arbeiten konnte das Ries-Ereignis besser verstanden werden. Ebenso war er am Apollo-Programm beteiligt und hat mehrere Mondproben (Apollo 14 und Apollo 16) untersucht.
- Der Bischof von Mainz, Peter Kohlgraf (* 1967), war bis zu seiner Ernennung als Pfarrvikar in Wörrstadt tätig.
- Tanith (* 1962), Techno-DJ, wuchs in Wörrstadt auf und besuchte dort die Grundschule
- Die Schlagersängerin Helene Fischer (* 1984) ging in Wörrstadt zur Schule.